# 水矽釩鈣石
水矽釩鈣石（英語：Cavansite）為一種稀有的含釩的頁矽酸鹽礦物，化學式為Ca(VO)Si
4O
10 · 4H2O，跟五角石有一樣的化學組成，但因為晶體結構不一樣，所以為同質異形體。相對於五角石，水矽釩鈣石為該化學成分中低溫相的結晶型。其中五角石比水矽釩鈣石更為稀有。水矽釩鈣石的英文名稱來自其化學組成元素鈣、釩、矽（calcium, vanadium, silicon）各取前面2-3個子母做為字根，其藍色的外觀主要是由釩四價離子造成的。

## 形成與產地
水矽釩鈣石通常為玄武岩和安山岩中的次生礦物，也可能會填充在一些凝灰岩的裂縫當中，常與多種沸石族礦物（如：輝沸石、片沸石、桿沸石）、方解石、氟魚眼石等礦物共生。該礦物首次在1967年發現於美國俄勒岡州馬盧爾縣的奧懷希水壩一帶。而在印度马哈拉施特拉邦浦納地區及德干暗色岩（一塊大型火成岩區域）容易發現到水矽釩鈣石。
除此之外在巴西南里奥格兰德州的Municipal礦場以及紐西蘭凱帕拉區的阿蘭加地區也有水矽釩鈣石發現的紀錄。